# Scheunen
Scheunen est une localité et une ancienne commune suisse du canton de Berne, située dans l'arrondissement administratif de Berne-Mittelland et la commune de Jegenstorf. 

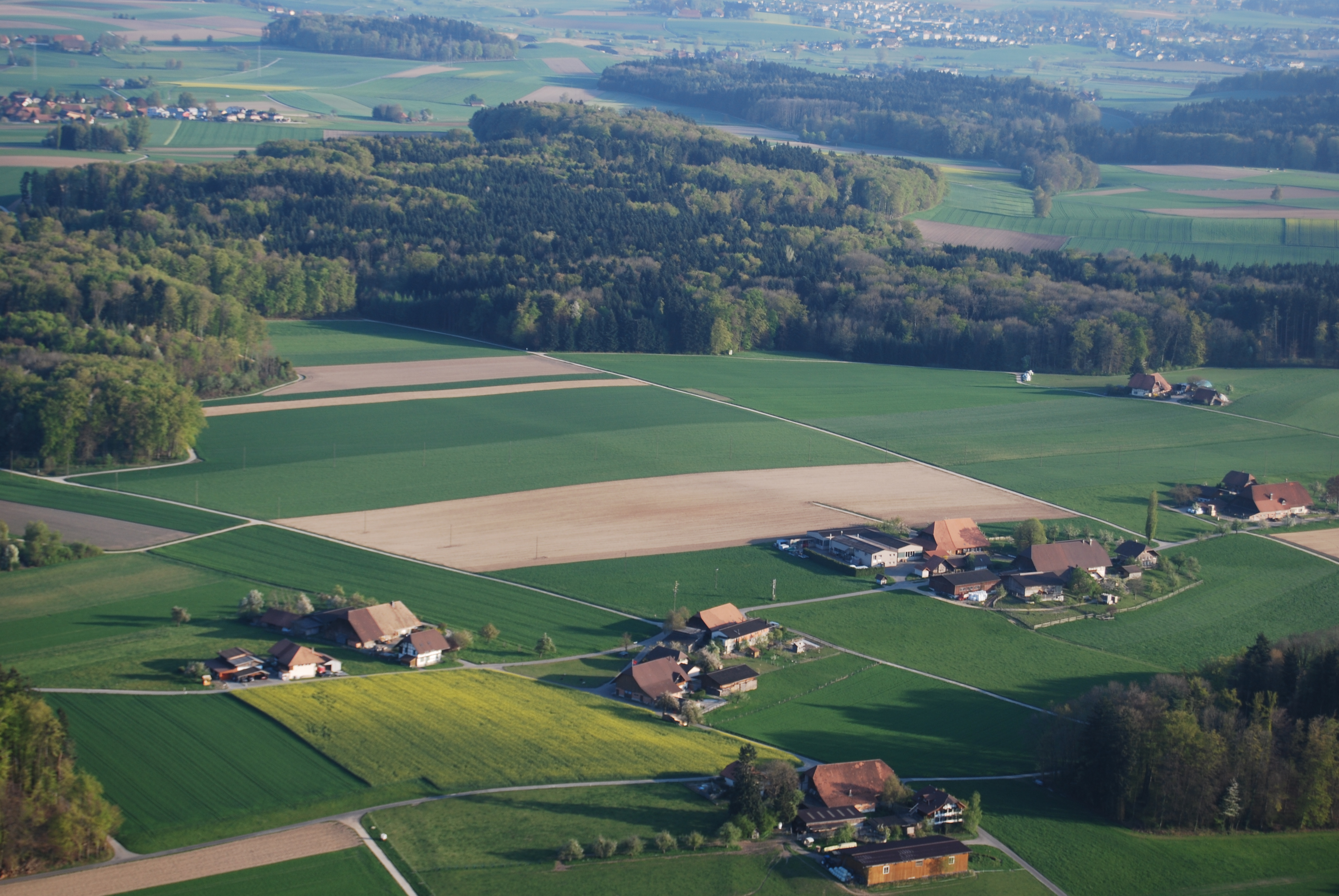
Scheunen.

## Histoire
Le 1er janvier 2014, les communes de Scheunen et Münchringen sont intégrées à celle de Jegenstorf.